# Iván Duque

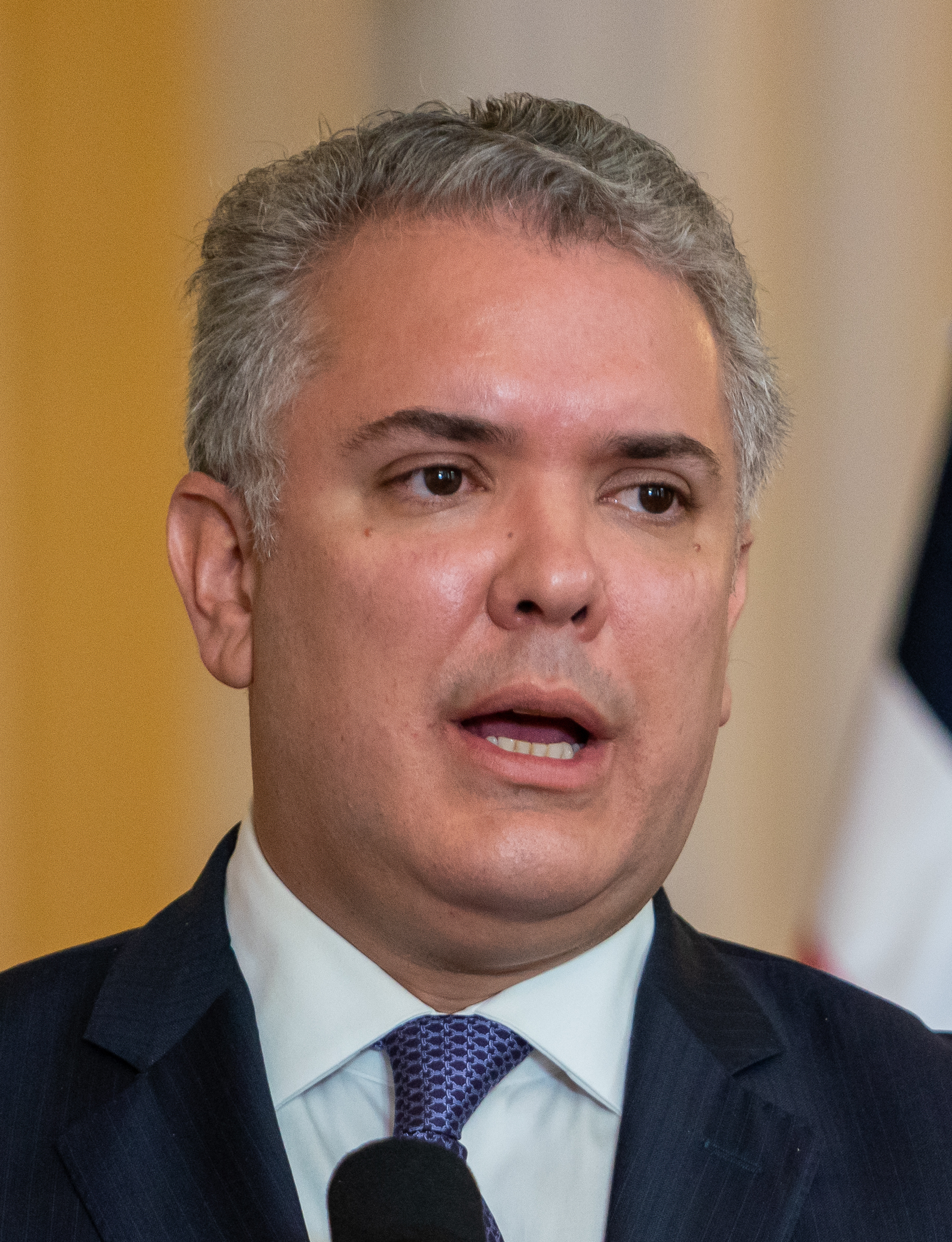
Iván Duque, 2020

Iván Duque Márquez (* 1. August 1976 in Bogotá) ist ein kolumbianischer Rechtsanwalt und Politiker der rechtskonservativen Partei Centro Democrático (CD). Von 2018 bis 2022 war er Präsident von Kolumbien.

## Leben
Iván Duque ist der Sohn von Iván Duque Escobar, gebürtig aus Gómez Plata, Departamento de Antioquia, ebenfalls Rechtsanwalt und Politiker, und Juliana Márquez Tono, gebürtig aus Ibagué, Departamento del Tolima. Er studierte Rechtswissenschaften an der privaten katholischen Universität Sergio Arboleda sowie an der American University und der Georgetown University, Washington, D.C., mit Master-Abschlüssen in Finanzen, öffentlicher Verwaltung und Internationalem Recht. Im Wahlkampf 2018 warb Duque mit einem Lebenslauf, der die Teilnahme an Kursen der Harvard Business School als weiteren Abschluss darstellte.
Bevor er Mitglied des Senats wurde, war Duque Leiter der Abteilung für Kultur, Kreativität und Solidarität bei der Interamerikanischen Entwicklungsbank (IDB), wo er in vielen Projekten für soziale Verantwortung, Jugend, Kreativwirtschaft und Kultur verantwortlich war. Nach den Parlamentswahlen vom 9. März 2014 wurde er Senator im Kongress der Republik. 2018 bewarb er sich erfolgreich um das Präsidentenamt.
Iván Duque gilt als politischer Protegé und Vertrauter des ehemaligen Präsidenten Álvaro Uribe Vélez. In der Stichwahl um das Präsidentenamt am 17. Juni 2018 gegen Gustavo Petro, den ersten Kandidaten der Linken, der eine Stichwahl erreichte, erhielt er 54,76 % der abgegebenen Stimmen. Duque steht unter Verdacht, die Wahlen manipuliert zu haben durch massiven Stimmkauf, der unter anderem durch Jose Guillermo „Ñeñe“ Hernandez, den Frontmann eines Drogenkartells, finanziert wurde. Am 7. August 2018 wurde er als Präsident vereidigt. Am 7. August 2022 wurde er von Gustavo Petro in diesem Amt abgelöst.
Duque regierte zuletzt mit einer Zustimmungsrate im einstelligen Bereich.
Verheiratet ist er mit der Anwältin María Juliana Ruiz, mit der er zwei Töchter und einen Sohn hat.

## Positionen
Duque kritisiert das Friedensabkommen zwischen der Rebellenorganisation FARC und dem Kolumbianischen Staat. Das von seinem Vorgänger Juan Manuel Santos ausgehandelte Abkommen hatte den jahrzehntelangen Konflikt im Land beendet. Duque wollte es in wesentlichen Punkten ändern lassen, bekam aber vom Verfassungsgericht keine Erlaubnis.
Mitte Februar 2019 bezeichnete Duque bei einem Besuch des deutschen Bundespräsidenten Frank-Walter Steinmeier in Kolumbien die Politik der Nicolás-Maduro-Regierung, keine Hilfsgüter nach Venezuela zu lassen, als „Verbrechen gegen die Menschlichkeit“, auch müssen seiner Ansicht nach „alle notwendigen Maßnahmen“ ergriffen werden, um den „Völkermord in Venezuela“ zu stoppen.